# Brian O'Neill (football américain)
Pour les articles homonymes, voir Brian O'Neill.
(en) Statistiques sur pro-football-reference
Brian O'Neill, né le 15 septembre 1995 à Wilmington au Delaware, est un joueur professionnel américain de football américain. 
Il joue au poste d'offensive tackle pour la franchise des Vikings du Minnesota dans la National Football League (NFL) depuis 2018.

## Biographie

### Jeunesse
O'Neill étudie à la Salesianum School (en) de Wilmington dans le Delaware. Il y pratique en plus du football américain, le basketball et la crosse. 
Lors de son année senior, il joue au poste de wide receiver (33 réceptions pour un gain de 614 yards et huit touchdowns) mais également en défense (45 plaquages, cinq sacks, treize passes défendues, trois fumbles forcés et deux recouverts).

### Carrière universitaire
Après le lycée, O'Neill s'engage en juillet 2013 avec les Panthers de l'Université de Pittsburgh pour initialement y jouer au poste de tight end. 
Sous statut de redshirt, il ne participe à aucun match en 2014 et est ensuite repositionné au poste d'offensive tackle en juillet 2015. Il y devient de suite titulaire jusqu'à la fin de sa carrière universitaire. 
Ses bonnes performances lui permettent d'être sélectionné dans la troisième équipe de l'Atlantic Coast Conference en 2016 et dans la première en 2017.
Il perd 24 à 31 le Pinstripe Bowl 2016 disputé contre les Wildcats de Northwestern.
Il fait l'impasse sur son année senior pour se présenter à la draft 2018 de la NFL.

### Carrière professionnelle
Durant la période précédant la draft, il se fait remarquer par ses qualités athlétiques.
| Taille            | Poids           | Bras            | Main           | Sprint   | Sprint   | Sprint   | Shuttle 20 yards | 3 cones drill | Détente         | Détente             | Développé couché | Test Wonderlic |
| Taille            | Poids           | Bras            | Main           | 40 yards | 10 yards | 20 yards | Shuttle 20 yards | 3 cones drill | verticale       | horizontale         | Développé couché | Test Wonderlic |
| 2 m (6 ft 6 ⅞ in) | 135 kg (297 lb) | 87 cm (34 ⅛ in) | 24 cm (9 ⅜ in) | 4,82 s   | 1,70 s   | 2,83 s   | 4,50 s           | 7,14 s        | 75 cm (29 ½ in) | 2,72 m (8 ft 11 in) | 22 reps          | -              |

Il est choisi par les Vikings du Minnesota au 62e rang lors du deuxième tour de la draft 2018 de la NFL. 
O'Neill commence son année rookie (débutant de première année) en tant que remplaçant des titulaires Riley Reiff et Rashod Hill (en). Il est désigné titulaire au poste de offensive tackle droit en 6e semaine, Hill ayant été déplace à gauche en remplacement de Reiff blessé. Il y reste titulaire jusqu'en fin de saison malgré le retour de Reiff.
Durant cette première saison, il attire l'attention pour n'avoir accordé aucun sack, mais les pressions accordées sont plus problématiques. Sa protection de passe s'améliore d'année en année mais reste néanmoins son point faible. Malgré cela, il devient rapidement l'un des tackles droit les plus efficaces de la ligue. Ceci lui permet de signer en 2021 une prolongation de contrat de 5 ans pour un montant total de 92,5 millions de dollars.
Il dispute son premier match de phase finale dans la NFL au terme de la saison 2019 en battant 26 à 20 les Saints de La Nouvelle-Orléans en tour préliminaire (wild card). Les Vikings sont ensuite battus en tour de division sur le score de 27 à 10 par les 49ers de San Francisco.
Au terme de la saison 2021, il participe à son premier Pro Bowl en remplacement de Tristan Wirfs, blessé.

## Honneurs et récompenses
- En NFL :
  - Sélectionné au Pro Bowl 2021[12] ;

- En NCAA :
  - Sélectionné dans l'équipe type de l'ACC en 2017[4] ;
  - Sélectionné dans la troisième équipe de l'ACC en 2016[3] ;
  - Vainqueur du trophée Piesman en 2016[13].

## Vie privée
Brendan O'Neill, père de Brian, a joué au football américain avec les Big Green de Dartmouth et sa mère, Elizabeth, était nageuse pour l'université du Nord-Est. Son frère ainé, Eamon O’Neill, a été désigné à deux reprises meilleur footballeur (soccer) de l'année du Delaware lorsqu'il jouait pour la Salesianum School avant de briller à Northwestern. 
Son oncle, John Carney, est gouverneur de l'État du Delaware depuis 2017.